# Juana Rojas
Juana Alexandra Rojas Paredes – ekwadorska zapaśniczka walcząca w stylu wolnym. Brązowa medalistka igrzysk Ameryki Płd. w 2006 roku.